# Neoterpes costimacula
Neoterpes costimacula är en fjärilsart som beskrevs av W. Warren 1901. Neoterpes costimacula ingår i släktet Neoterpes och familjen mätare. Inga underarter finns listade i Catalogue of Life.